# Agathe Böttcher
Agathe Böttcher (* 18. Juni 1929 in Bautzen) ist eine deutsche Textilgestalterin, Grafikerin und Malerin.

## Leben und Werk
Agathe Böttcher wuchs in Bautzen in einem musisch inspirierten Umfeld auf. Ersten Zeichenunterricht erhielt sie durch den mit dem Vater befreundeten Maler Rolf Friedmann. 1947 ging sie in das zerstörte Dresden, wo sie bis 1949 bei Barbara Schu im Fach Applikation an der Staatlichen Hochschule für Werkkunst studierte. Anschließend studierte sie bis 1954 Textilgestaltung an der Hochschule für Bildende Kunst Dresden (HfBK) und der Kunsthochschule Berlin-Weißensee. In Weißensee machte sie ihr Diplom in Textilgrafik bei Rudi Högner und hatte sie von 1954 bis 1957 eine künstlerische Aspirantur.
1951 hatte sie den Maler und Filmregisseur Jürgen Böttcher kennengelernt, mit dem sie dann von 1954 bis 1964 verheiratet war. Zu ihrem Freundeskreis gehörten u. a. Peter Graf, Peter Herrmann, Peter Makolies und A.R. Penck. Mit Graf verbindet sie eine tiefe Freundschaft. Von 1958 bis 1979 war Agathe Böttcher Dozentin an der Technischen Universität Dresden, Sektion Architektur, Lehrgebiet Innenraumgestaltung, Spezialfach Farbe. Seit 1979 ist sie in Dresden freischaffend tätig. 1979 hatte sie Lehraufträge im Lehrgebiet Farbe im Innenraum an der Technischen Universität Dresden und zu den Themen Farbe und Collage an der Abendschule der HfBK. Sie war bis 1990 Mitglied des Verbands Bildender Künstler der DDRTextile Arbeiten Agathe Böttchers wurden von Institutionen und volkseigenen Betrieben der DDR erworben.
Ab 1990 hatte Agathe Böttcher ein Atelier in Diehmen in der Oberlausitz und von 1992 bis 1996 im Künstlerhaus Dresden-Loschwitz. 1994 war sie Stipendiatin im Künstlerhaus Ahrenshoop. Das ursprüngliche Arbeitsgebiet von Agathe Böttcher ist der künstlerische Umgang mit textilem Material. Sie beherrscht aber auch die Malerei und druckgraphische Techniken.

## Rezeption
„Es gibt neben Agathe Böttcher kaum einen anderen Künstler, in dessen Oeuvre Gemälde, Zeichnung, Druckgrafik, Collage und überdies Textilcollage derart gleichberechtigt und folgerichtig nebeneinander stehen. Und in allen diesen Techniken offenbart sie sich als wahrhaftige Malerin. Sie ist, wie sie es selbst einmal formulierte, eine „Malerin in Materialien“.“
„Bei Agathe Böttcher ist das aber nicht bloß handwerkliche Übung, sondern Kunst. Es geht ihr nämlich nicht um Technik, vielmehr um Ausdruck im Material, also um Poesie, die den Mitteln und Möglichkeiten des Textils entlockt wird. Spitzen, Borten, Brokate, Tüll, Seiden und Wollstoffe werden weder um ihrer selbst willen noch aus irgendwelchen Fleißgründen appliziert, sondern um etwas über die Schönheit im Alltag auszusagen. Ähnlich ist es mit den Collagen, denen nicht selten Blütenblätter und Vogelfedern aufgeklebt sind. Jede dieser Arbeiten ist so etwas wie eine Liebeserklärung an die Natur und an die Kunst.“

## Museen und öffentliche Sammlungen mit Werken Agathe Böttchers (unvollständig)
- Bautzen: Museum Bautzen[5]
- Dresden: Kunstgewerbemuseum
- Dresden: Sächsischer Kunstfonds[6]
- Senftenberg: Kunstsammlung Lausitz im Schloss Senftenberg

## Werke (Auswahl)

### Textilkunst (Auswahl)
- Vorhang für Puppentheater (Applikation)[7][8]
- Blumenstrauß (Wandteppich, appliziert und gestickt; 1968; Kunstgewerbemuseum Dresden)[9]
- Landschaft mit Sonne auf Jugendstilteppich (Wandteppich, 1976; Kunstgewerbemuseum Dresden)[10]

### Arbeiten auf Papier (Auswahl)
- Die Eierlandschaft (Öl; 1970; Kunstsammlung Lausitz)[11]
- Erinnerung an Caspar David Friedrich (Feder-u. Pinselzeichnung, z. T. laviert; 1972)[12]

### Buchillustrationen
- Jürgen Rennert: Noachs Kasten. Acht Texte und ein Vorspruch nach Genesis 6-9,17. Hentrich & Hentrich, Berlin, 2003 (mit Reproduktionen von 11 Farbcollagen)

## Ausstellungen (unvollständig)

### Einzelausstellungen
- 1969 Dresden, Kunstausstellung Kühl
- 1972 Dresden, Galerie Kunst der Zeit im Kabinett
- 1976 Dresden, Leonhardi-Museum (Applikationen, Collagen)
- 1979 Leipzig, Galerie am Sachsenplatz
- 1985 Dresden, Galerie West
- 1985 Dresden, Kreuzkirche
- 1992 Dresden, Galerie Gebr. Lehmann und Galerie Autogen (mit Peter Graf)
- 1994 Ahrenshoop, Künstlerhaus Ahrenshoop
- 2000 Bautzen, Stadtmuseum („Lebensweg - Zeitspur Nadelmalerei“)
- 2009 Dresden, Galerie Himmel („Schon blüht die Herbstzeitlose meiner Seele“)
- 2010/2011 Moritzburg, Käthe-Kollwitz-Haus („Zu fünft“. Mit Karen Graf, Peter Graf, Johanna Mittag und Priscilla Ann Siebert)
- 2013 Radebeul, Architekturbüro Baarß + Löschner
- 2016 Dresden, Galerie Himmel („Wunderblume“)

### Teilnahme an Gruppenausstellungen
- 1962/1963: Dresden, Fünfte Deutsche Kunstausstellung
- 1976: Bad Frankenhausen („Textilkunst“)
- 1978: Leipzig, Galerie am Sachsenplatz („Collagen, Montagen, Frottagen von Künstlern der DDR“)
- 1979: Dresden („Miniaturtextil“)
- 1980: Szombathely, Savaria Museum („Nemzetközi Miniatűrtextil Biennálé“)
- 1982: Leipzig, Museum des Kunsthandwerks („Miniaturtextil“)
- 1983: Dresden („Textil – Holz – Eisen“)
- 1983: Hannover, Handwerksform Hannover, und Tilburg, Nederlands Textielmuseum („Minitextilkunst ´83“)
- 1985: Weimar, Kunsthalle am Theaterplatz („Textil '85. 3. Ausstellung der Textilgestaltung in der DDR“)
- 2023: Berlin, Schloss Biesdorf („Hidden Layers“)